# NGC 3674
NGC 3674 ist eine Linsenförmige Galaxie vom Hubble-Typ S0 im Sternbild Großer Bär am Nordsternhimmel. Sie ist schätzungsweise 95 Millionen Lichtjahre von der Milchstraße entfernt und hat einen Durchmesser von etwa 75.000 Lichtjahren. Gemeinsam mit vier weiteren Galaxien gilt sie als Mitglied der NGC 3642-Gruppe (LGG 234) 

Im selben Himmelsareal befinden sich u. a. die Galaxien NGC 3683, PGC 35104, PGC 35376, PGC 2567578.
Das Objekt wurde am 8. April 1793 von Wilhelm Herschel entdeckt.